# Gymnastik vid olympiska sommarspelen 1968
Gymnastiken vid de olympiska sommarspelen 1968 i Mexico City bestod av 14 grenar fördelade på två olika discipliner i artistisk gymnastik, som avgjordes i National Auditorium.

## Medaljörer

### Herrar
| Event                   | Guld                                                                                     | Silver | Brons                                                                                             |
| Mångkamp, lag detaljer  | Japan Yukio Endo Sawao Kato Takeshi Kato Eizo Kenmotsu Akinori Nakayama Mitsuo Tsukahara | Sovjetunionen Sergei Diomidov Valerij Iljinych Valerij Karasev Viktor Klimenko Viktor Lisitskj Michail Voronin | Östtyskland Gunter Beier Matthias Brehme Gerhard Dietrich Siegfried Fülle Klaus Köste Peter Weber |
| Mångkamp, ind. detaljer | Sawao Kato Japan                                                                         | Michail Voronin Sovjetunionen                                                                                  | Akinori Nakayama Japan                                                                            |
| Fristående detaljer     | Sawao Kato Japan                                                                         | Akinori Nakayama Japan                                                                                         | Takeshi Kato Japan                                                                                |
| Bygelhäst detaljer      | Miroslav Cerar Jugoslavien                                                               | Olli Laiho Finland                                                                                             | Michail Voronin Sovjetunionen                                                                     |
| Ringar detaljer         | Akinori Nakayama Japan                                                                   | Michail Voronin Sovjetunionen                                                                                  | Sawao Kato Japan                                                                                  |
| Hopp detaljer           | Michail Voronin Sovjetunionen                                                            | Yukio Endo Japan                                                                                               | Sergej Diomidov Sovjetunionen                                                                     |
| Barr detaljer           | Akinori Nakayama Japan                                                                   | Michail Voronin Sovjetunionen                                                                                  | Viktor Klimenko Sovjetunionen                                                                     |
| Räck detaljer           | Michail Voronin Sovjetunionen                                                            | Ingen utsedd                                                                                                   | Eizo Kenmotsu Japan                                                                               |
| Räck detaljer           | Akinori Nakayama Japan                                                                   | Ingen utsedd                                                                                                   | Eizo Kenmotsu Japan                                                                               |

### Damer
| Event                   | Guld | Silver | Brons                                                                                                 |
| Mångkamp, lag detaljer  | Sovjetunionen Ljubov Burda Olga Karasjova Natalia Kutjinskaja Larisa Petrik Ludmilla Touristjeva Zinaida Voronina | Tjeckoslovakien Věra Čáslavská Marianna Krajčírová Jana Kubičková Hana Lišková Bohumila Řimnáčová Miroslava Skleničková | Östtyskland Maritta Bauerschmidt Karin Janz Marianne Noack Magdalena Schmidt Ute Starke Erika Zuchold |
| Mångkamp, ind. detaljer | Věra Čáslavská Tjeckoslovakien                                                                                    | Zinaida Voronina Sovjetunionen                                                                                          | Natalia Kutjinskaja Sovjetunionen                                                                     |
| Hopp detaljer           | Věra Čáslavská Tjeckoslovakien                                                                                    | Erika Zuchold Östtyskland                                                                                               | Zinaida Voronina Sovjetunionen                                                                        |
| Barr detaljer           | Věra Čáslavská Tjeckoslovakien                                                                                    | Karin Janz Östtyskland                                                                                                  | Zinaida Voronina Sovjetunionen                                                                        |
| Bom detaljer            | Natalia Kutjinskaja Sovjetunionen                                                                                 | Věra Čáslavská Tjeckoslovakien                                                                                          | Larisa Petrik Sovjetunionen                                                                           |
| Fristående detaljer     | Larisa Petrik Sovjetunionen                                                                                       | Ingen utsedd | Natalia Kutjinskaja Sovjetunionen                                                                     |
| Fristående detaljer     | Věra Čáslavská Tjeckoslovakien                                                                                    | Ingen utsedd | Natalia Kutjinskaja Sovjetunionen                                                                     |

## Medaljtabell
| Pl.    | Nation          | Guld | Silver | Brons | Totalt |
| ------ | --------------- | ---- | ------ | ----- | ------ |
| 1      | Japan           | 6    | 2      | 4     | 12     |
| 2      | Sovjetunionen   | 5    | 5      | 8     | 18     |
| 3      | Tjeckoslovakien | 4    | 2      | 0     | 6      |
| 4      | Jugoslavien     | 1    | 0      | 0     | 1      |
| 5      | Östtyskland     | 0    | 2      | 2     | 4      |
| 6      | Finland         | 0    | 1      | 0     | 1      |
| Totalt | Totalt          | 16   | 12     | 14    | 42     |